# 奥列格·贝科夫
奥列格·彼得罗维奇·贝科夫（羅馬化：Oleg Petrovich Bykov；1983年9月21日—）是俄罗斯政治人物，第七届国家杜马议员。在国家杜马里，他担任国家建设和立法委员会委员。
2005年，他毕业于阿尔泰国立大学。他曾在比斯克市检察官办公室、阿尔泰工商会、阿尔泰边疆区立法议会工作。在立法会工作期间，他担任谢尔盖·泽姆柳科夫的助理。
2012年，他自我提名参加了第六届巴尔瑙尔市杜马代表选举，但未能成功。2016年，他被统一俄罗斯党提名参选第七届国家杜马议员，但未能成功。2017年9月，同党的国家杜马议员伊琳娜·叶夫图申科因长期患病去世。贝科夫接替了叶夫图申科的空缺职位成为第七届国家杜马议员。
在担任国家杜马期间，他与他人共同撰写了16项立法倡议和联邦法律草案修正案。